# قرية احمد (الطفة)

تعديل مصدري - تعديل

قرية احمد هي إحدى قرى عزلة ال هياش بمديرية الطفة التابعة لمحافظة البيضاء، بلغ تعداد سكانها 59 نسمة حسب تعداد اليمن لعام 2004.